# Hendeola bullata
Hendeola bullata is een hooiwagen uit de familie Triaenonychidae.